# Yi Hwang
Yi Hwang (1501-1570) fue un filósofo y escritor coreano. Fue uno de los dos eruditos confucianos coreanos más destacados de la dinastía Joseon, siendo el otro su contemporáneo más joven Yi I (Yulgok). Figura clave de los literatos neoconfucianos, fundó la Escuela Yeongnam y la Dosan Seowon, una academia confuciana privada. A Yi Hwang se le suele llamar por su nombre de pluma Toegye («Cala en retirada»). Su nombre de cortesía era Gyeongho.
Algunos de sus escritos fueron saqueados por el ejército japonés durante la ocupación japonesa de Corea, que también influyó en el desarrollo del confucianismo japonés.

## Biografía
Yi Hwang nació en Ongye-ri, Andong, provincia de Gyeongsang del Norte, en 1501. Pertenecía al clan Jinbo Yi y era el hijo menor de ocho hermanos. Niño prodigio, aprendió las Analectas de Confucio de su tío a los doce años y, admirando la poesía de Tao Yuanming, comenzó a escribir poesía. Su poema Yadang (hangul: 야당, hanja: 野塘, «Estanque en la naturaleza»), escrito a la edad de dieciocho años, se considera una de sus principales obras. Alrededor de los veinte años se sumergió en el estudio del I Ching y el neoconfucianismo.
Llegó a Seúl (entonces conocido como Hanseong) cuando tenía 23 años y entró en la academia nacional Sungkyunkwan en 1523. En 1527 aprobó los exámenes preliminares para convertirse en funcionario del gobierno, pero volvió a entrar en Sungkyunkwan a la edad de 33 años y socializó con el erudito Kim In-hu. Aprobó los exámenes de la función pública con los máximos honores en 1534 y continuó sus búsquedas académicas mientras trabajaba para el gobierno. Regresó a la casa de su infancia tras la muerte de su madre a la edad de 37 años y la lloró durante tres años. Fue nombrado en varios puestos a partir de los 39 años y, a veces, ocupó varios puestos, incluido el de inspector real secreto, o Amhaengeosa (hangul: 암행어사, hanja: 暗行御史), en 1542. Su integridad lo hizo implacable mientras participaba en las purgas de funcionarios gubernamentales corruptos. En numerosas ocasiones incluso fue desterrado de la capital por su firme compromiso con los principios.
Yi Hwang estaba desilusionado por las luchas de poder y la discordia en la corte real durante los últimos años del reinado del rey Jungjong y dejó de ocupar cargos públicos. Sin embargo, fue sacado continuamente de su retiro y ocupó varios cargos fuera de la corte real y en áreas rurales. Fue gobernador de Danyang a los 48 años y gobernador de Punggi después. Durante sus días en Punggi, reconstruyó y mejoró la academia privada neoconfuciana Baekundong Seowon establecida por su predecesor Ju Se-bung.
Fue nombrado Daesaseong (대사성, instructor principal) de Sungkyunkwan en 1552, pero luego rechazó otros cargos destacados. En 1560, estableció el Dosan seodang y se dedicó a meditar, estudiar y enseñar a sus discípulos. El rey Myeongjong trató de convencerlo de que volviera a un cargo político, pero se mantuvo firme en su devoción por el estudio. Finalmente regresó a la corte real a los 67 años a pedido del rey cuando los enviados de la dinastía Ming llegaron a Seúl. Cuando el rey Myeongjong murió repentinamente, su sucesor, el rey Seonjo, nombró a Yi Hwang como Yejo panseo (hangul: 예조판서, hanja: 禮曹判書, ministro de ritos) pero se negó y regresó a su hogar una vez más.
Sin embargo, el rey llamó continuamente a Yi Hwang e, incapaz de negarse más, reanudó el cargo a la edad de 68 años y escribió muchos documentos de asesoramiento, incluido el Seonghak sipdo (hangul: 성학십도, hanja: 聖學十圖, «Diez diagramas sobre el aprendizaje de los sabios»). También dio conferencias sobre las enseñanzas de los eruditos confucianos de la dinastía Song Cheng Yi, Cheng Hao y Zhang Zai, y sobre las obras I Ching y las Analectas en presencia de la realeza. Finalmente se retiró de la política a la edad de 70 años y murió en 1570.
Durante cuarenta años de vida pública sirvió a cuatro reyes (Jungjong, Injong, Myeongjong y Seonjo). A su muerte, Yi Hwang fue ascendido póstumamente al rango ministerial más alto, y su tableta mortuoria se encuentra en un santuario confuciano, así como en el santuario del rey Seonjo. Sus discípulos y seguidores reorganizaron el Dosan seodang en el Dosan Seowon en 1574.

## Enseñanzas
Yi Hwang fue autor de muchos libros sobre el confucianismo. Siguió las enseñanzas dualistas del neoconfucianismo de Zhu Xi, que ve al i (li chino) y al gi (qì chino) como las fuerzas de la fundación del universo. Yi Hwang puso énfasis en el i, el elemento formativo, como la fuerza existencial que determina al gi. Esta escuela de pensamiento contrastó con la escuela que se centró en el elemento concreto de lgi, establecida por el rival de Yi Hwang, Yi I. Comprender el patrón determinante del i sería más esencial para comprender el universo que reconocer los principios que gobiernan las manifestaciones individuales del gi. Este enfoque de dar importancia al papel del i se convirtió en el núcleo de la escuela Yeongnam, donde el legado de Yi Hwang fue continuado por figuras prominentes como Yu Seong-ryong y Kim Seong-il.
Yi Hwang también tenía talento en caligrafía y poesía, y escribió una colección de sijo, una forma poética de tres líneas popular entre los literatos del período Joseon.

## Legado

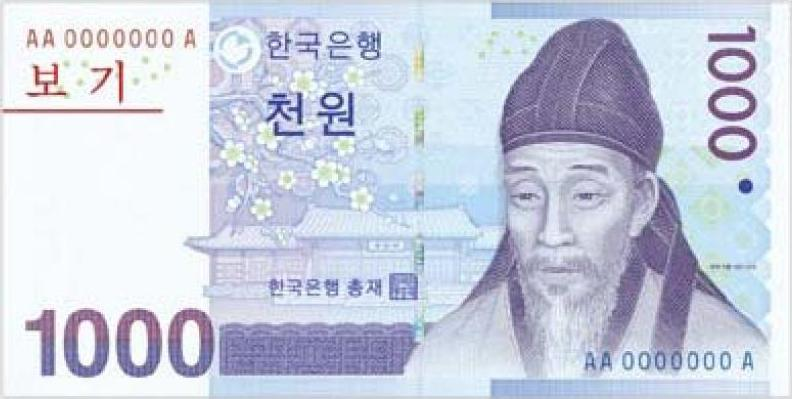
Yi Hwang en un billete de 1000 wones que circula en la actualidad.

Toegyero, una calle en el centro de Seúl, lleva su nombre, y también aparece representado en el billete de 1000 wones de Corea del Sur. El tul de taekwondo Toi-Gye fue nombrado en honor a Yi Hwang.
Se han establecido muchos institutos y departamentos de investigación universitarios dedicados a Yi Hwang. El Instituto de Estudios Toegye se estableció en Seúl en 1970, el Instituto Toegye de la Universidad Nacional Kyungpook abrió en 1979 y un instituto y biblioteca en la Universidad Dankook en 1986. Hay institutos de investigación con su nombre en Tokio, Taiwán, Hamburgo y Estados Unidos.
Un descendiente directo notable de Yi es el poeta y activista independentista Yi Yuksa, quien también era nativo de Andong.